# پرییزدیچ
پرییزدیچ (به صربی: Prijezdić) یک منطقهٔ مسکونی در صربستان است که در والیفو واقع شده‌است. پرییزدیچ ۳۴۰ نفر جمعیت دارد.